# Kelly Link

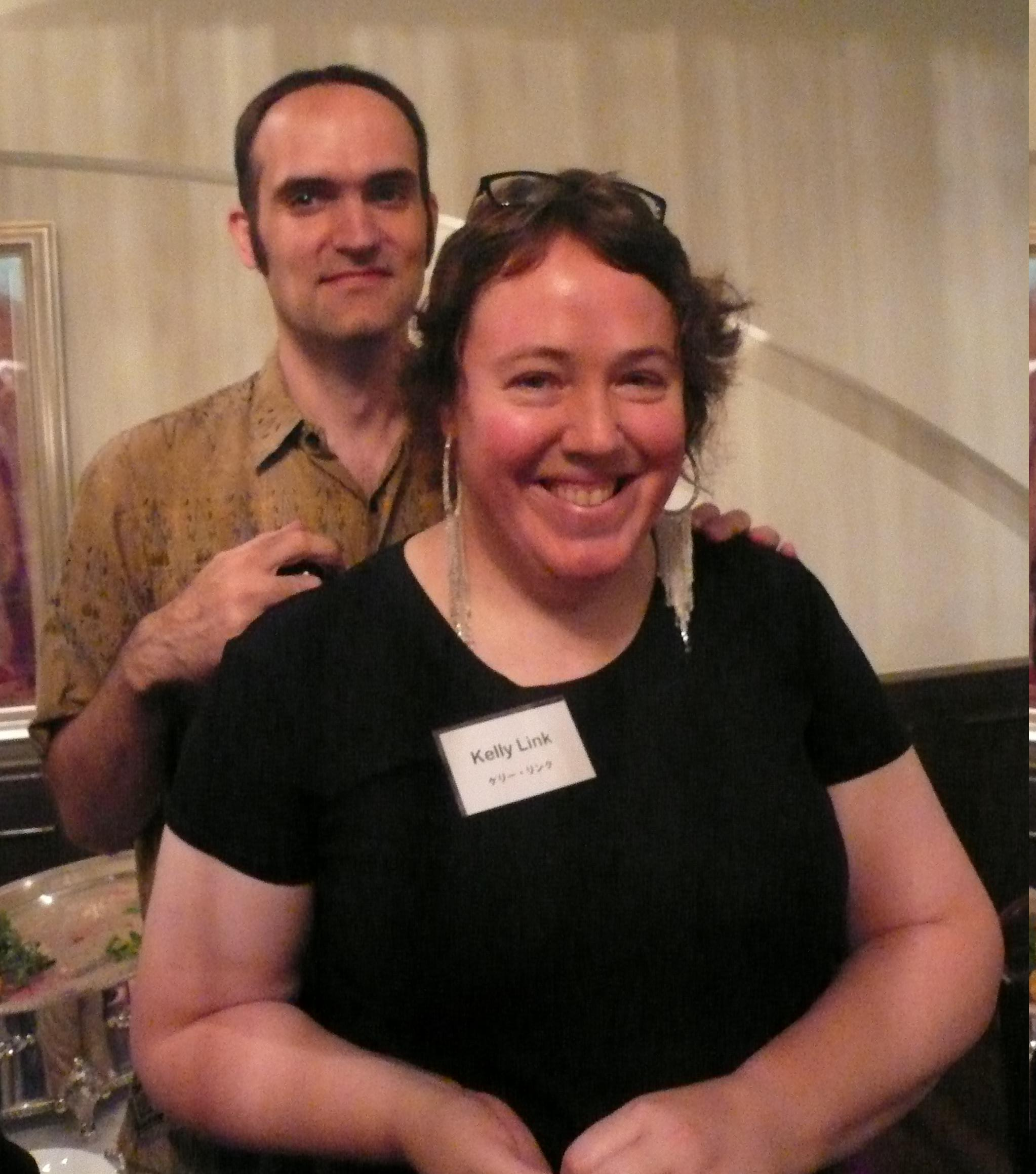
Kelly Link met Gavin Grant

Kelly Link (Miami (Florida), 1969) is een Amerikaanse schrijfster en redacteur van onder andere sciencefiction- en fantasyverhalen. Met The Specialist's Hat won ze de World Fantasy Award in 1999 en voor Louise's Ghost kreeg ze in 2001 een Nebula Award. The Faery Handbag bracht haar in 2005 de Hugo Award en de Locus Award.
Met haar echtgenoot, Gavin Grant, redigeert ze sinds 2004 het fantasy-gedeelte van de jaarlijkse bloemlezing Year's Best Fantasy and Horror van uitgever St. Martin's Press. Link beoordeelt ook manuscripten voor het online-tijdschrift Sci Fiction van redacteur Ellen Datlow. Daarnaast redigeren Link en Grant sinds 1997 het tweemaal per jaar verschijnende fantasytijdschrift Lady Churchill's Rosebud Wristlet (of LCRW).
Link en Grant wonen in Northampton, Massachusetts.